# Michelle Gatting
Michelle Gatting, född den 31 december 1993 i Århus är en dansk racerförare.